# Hemicordulia okinawensis
Hemicordulia okinawensis är en trollsländeart som beskrevs av Syoziro Asahina 1947. Hemicordulia okinawensis ingår i släktet Hemicordulia och familjen skimmertrollsländor. IUCN kategoriserar arten globalt som livskraftig. Inga underarter finns listade i Catalogue of Life.